# Runc (okręg Harghita)
Runc (węg. Runk) – wieś w Rumunii, w okręgu Harghita, w gminie Sărmaș. W 2011 roku liczyła 631 mieszkańców.